# Pseudoscience
« Non scientifique » redirige ici. Ne pas confondre avec Nom scientifique.

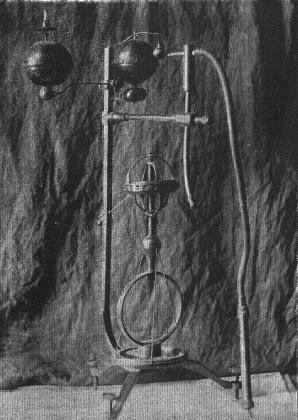
Dans le domaine de la pseudoscience :
Instrument du début du XX conçu par Franciszek Rychnowski afin de mesurer les radiations d'une « énergie cosmique ».

Une pseudoscience ou pseudo-science (du grec ancien ψευδής, « faux, trompeur, mensonge » et du latin scientia, « savoir ») est une discipline qui est présentée sous des apparences scientifiques, mais qui n'a ni la démarche, ni la reconnaissance scientifiques. Elle se situe en opposition à la science.
Le terme « pseudoscience » est souvent utilisé pour dénoncer la tromperie autour de certaines connaissances, c'est-à-dire ceux qui utilisent, sciemment ou non, des termes et des démarches qui semblent scientifiques ou logiques dans le but de s'attribuer le crédit que la science possède. Ils utilisent parfois un langage et des axiomes scientifiques, mais ne respectent pas les critères de la méthode scientifique, tels les principes fondamentaux de réfutabilité, de non-contradiction et de reproductibilité.
La pseudoscience se rapproche de la para-science (« auprès de, à côté de la science ») dont le terme est perçu comme étant moins péjoratif, et exprimant l'idée de proximité ou de contiguïté avec la science. Les disciplines ou connaissances dites para-scientifiques sont, au mieux, trop peu étayées pour être considérées comme parties intégrantes de la science. Jusqu’à preuve du contraire (reconnaissance par les institutions scientifiques), les thèses se réclamant de la para-science sont donc à placer en pseudoscience.

## Sémantique
« Pseudoscience » est un terme qui véhicule :
1. Une valorisation par sa terminologie historique : « Pseudo-science » relève du vocabulaire positiviste ou néo-positiviste : Carnap[5] et Neurath parlaient de « pseudo-énoncés » (Scheinsätze), à propos d'expressions linguistiques ou de propositions logiques qui relèvent d'un langage étranger à la science physique (physicalisme), ou qui ne renvoient pas à des expériences sensibles (phénoménalisme), ce qui englobe la métaphysique et les sciences occultes ;
2. Une dévalorisation : si l'on y perçoit une démarche contestable faisant croire à l'utilisation de la méthode scientifique dans un but éventuel de s'approprier l'aura de la science.

« Pseudo-scientifique » est différent de « non scientifique » ou de « para-scientifique » : le préfixe pseudo, qui vient du grec pseudês signifie « erroné, faux » (« trompeur ») :
- le terme « pseudo-scientifique », peut se traduire par « faussement scientifique » ;
- le terme « pseudo-science » signifie que sciemment ou non intentionnellement, une connaissance ou une démarche pseudo-scientifique est « faussement attribuée à la science ». Elle ne doit pas avoir la prétention d'être scientifique, ou afficher un langage qui donne l'illusion de l'approche scientifique[7],[8].

Mais toutes les disciplines pseudo-scientifiques n'ont pas le même degré de « revendication » scientifique :
- la médiumnité, par exemple, prétend à la réalité des phénomènes qu'elle allègue ; mais elle ne prétend pas nécessairement relever d'une démarche scientifique[9] ;
- a contrario, l'homéopathie, par ses expérimentations, se présente comme une science. Elle se réclame de principes énoncés comme des lois de la nature et de sa mise en œuvre régulière d'études cliniques visant à démontrer que les médicaments homéopathiques ont des effets supérieurs à ceux des placebos. Mais les scientifiques de la recherche pharmaceutique argumentent que les résultats de l'homéopathie n'ont pas été démontrés, ni ses principes vérifiés ; donc que l'homéopathie est une pseudo-science[10],[11],[12],[13],[14].

La ne-science est une absence de toute connaissance. Pour Manuel de Diéguez, les assertions de la ne-science s’opposent à toute notion d’esprit critique et adhèrent à des formes de pensées qui vont jusqu'à la pensée magique sans revendication scientifique.
« Para-science » : Certains auteurs ou certaines disciplines se revendiquent alternativement de la para-science ou de la pseudo-science, selon Pierre Lagrange, sociologue des sciences, spécialiste de l'étude des controverses sur les para-sciences.

« De nouvelles « disciplines » vont peu à peu apparaître dans le sillage des sciences : la cryptozoologie (1955, Bernard Heuvelmans), la parapsychologie (1934, Joseph B. Rhine) ou l'ufologie (1950), la transcommunication (1992, Adolf Homes) ou l'homéopathie (1810, Samuel Hahnemann) venant à chaque fois compléter une avancée de la science officielle par sa contrepartie parascientifique. […] L'astroarchéologie (1963, Gerald Hawkins) étudie la signification astronomique des monuments antiques, notamment mégalithiques. […] La revue Kadath est la première revue d'archéologie parallèle (1973). […] La psychologie transpersonnelle (1969, Abraham Maslow) [prend] en compte les phénomènes de synchronicité, l'étude des états modifiés de conscience, celle des expériences mystiques.
Parasciences : expression apparue au début du XXe siècle mais popularisée surtout après la guerre pour remplacer les expressions de « sciences occultes » ou de « fausses sciences ». […]
On parle aussi de « pseudosciences » dans le modèle qui se dégage actuellement des débats sur les sciences et les techniques […], les parasciences ne sont plus des aberrations, mais des forums dans lesquels se négocient des notions comme celles de preuves scientifiques ou d'expertise »

— Claudie Voisenat et Pierre Lagrange, L'ésotérisme contemporain et ses lecteurs. Entre savoirs, croyances et fictions (2005)
Dans l'Antiquité, Pline l'Ancien recommandait déjà de séparer soigneusement la médecine (au sens large) des « impostures magiques » : « sous l'apparence d'avoir pour objet notre salut, [la magie] s'est glissée comme une autre médecine plus profonde et plus sainte. En second lieu, aux promesses les plus flatteuses et les plus séduisantes elle a joint le ressort de la religion, sujet sur lequel le genre humain est encore aujourd'hui le plus aveugle. Enfin, pour comble, elle s'est incorporé l'art astrologique; or, tout homme est avide de connaître son avenir, et tout homme pense que cette connaissance se tire du ciel avec le plus de certitude. Ainsi, tenant enchaînés les esprits par un triple lien, la magie s'est élevée à un tel point, qu'aujourd'hui même elle prévaut chez un grand nombre de nations, et dans l'Orient commande aux rois des rois ».

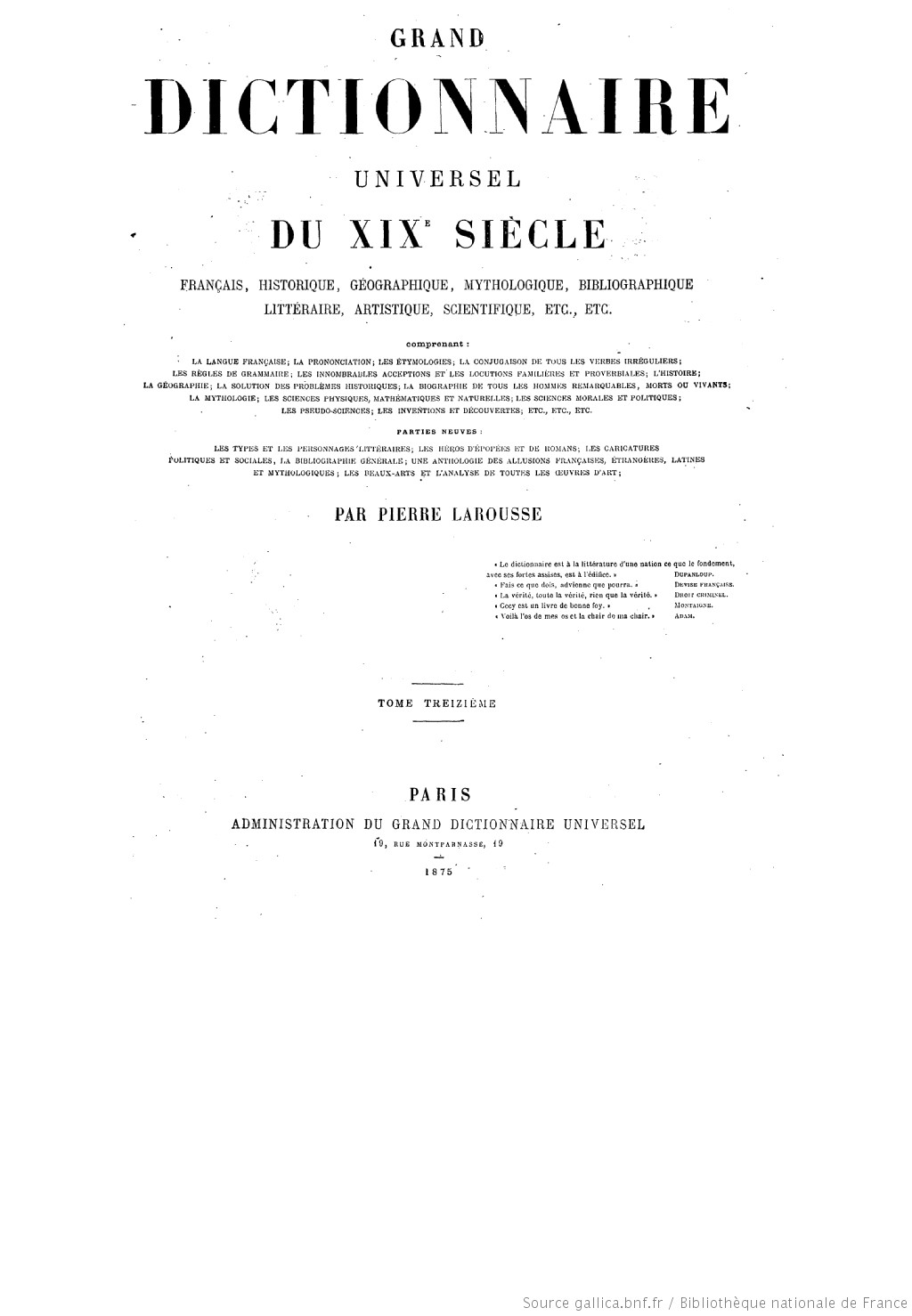
Grand dictionnaire universel du XIXe de Pierre Larousse, comprenant notamment les pseudosciences.

## Origines de l'expression
Cette section ne s'appuie pas, ou pas assez, sur des sources secondaires ou tertiaires indépendantes du sujet. Le texte peut contenir des analyses inexactes ou inédites de sources primaires.
Pour l'améliorer, ajoutez-en, ou placez des modèles {{Source secondaire souhaitée}} ou {{Source secondaire nécessaire}} sur les passages mal sourcés. (novembre 2020)
C'est au XIXe siècle — sous l'influence du positivisme d'Auguste Comte, du scientisme et du matérialisme — que fut exclu du domaine de la science tout ce qui n'est pas vérifiable par la méthode expérimentale.
L'expression « pseudo-science » est ancienne. En 1796 déjà, l'historien James Pettit Andrew parle de l'alchimie comme d'une « fantastique pseudo-science ». En 1864 déjà, James Reddie s'interroge en ces termes sur l'avenir de la toute jeune anthropologie : « Alors que nous tentions d'organiser les faits — ceux que nous possédions déjà ou ceux que nous espérions découvrir — sur la base de fausses hypothèses, nous ne réussissions qu'à construire une « pseudo-science » élaborée qui pouvait effectivement avoir les apparences de la vérité mais ne possédait aucune solidité ».
En France, une recherche sur Gallica montre que ce mot est largement utilisé au XIXe siècle. Le premier ouvrage identifié, sur ce site, est le Précis élémentaire de physiologie de François Magendie de 1816, dans une citation qu'il est intéressant de relire pour son actualité :

« La phrénologie, que je nommerais volontiers une pseudo-science, comme l'était naguère l'astrologie et la nécromancie, a tenté de localiser les diverses sortes de mémoire ; mais ces tentatives, louables en elles-mêmes, ne soutiennent pas encore l'examen. »

En particulier, le Grand Dictionnaire du XIXe siècle de Pierre Larousse mentionne, sur sa page de couverture, le terme pseudo-science dans les thèmes que cette encyclopédie aborde.

## Recherche de critères
La définition de critères simples, définitifs et exclusifs, est complexe, ainsi pour Massimo Pigliucci la démarcation repose plus vraisemblablement sur le déplacement d'un curseur le long d'un continuum de pratiques épistémologiquement plus ou moins fortes.

### Critères externes

#### Absence du monde académique
Selon ce critère, si la discipline n'est pas enseignée à l'université et n'a pas de publications à comité de lecture, alors il s'agit d'une pseudo-science. Ce critère pourrait en théorie être utilisé par ceux qui considèrent qu'il n'est pas possible de trouver de critères objectifs sur le discours de la discipline. Toutefois, c'est un critère rarement utilisé aujourd'hui, en tout cas pas par les auteurs qui se sont penchés sur le phénomène et ont tenté d'en dégager des définitions, comme Robert Park, Martin Gardner, Richard Dawkins, Carl Sagan ou Alan Sokal.
C'est un critère qui peut être utilisé comme justification par les défenseurs de certaines pseudo-sciences, qui feront remarquer que l'astrologie, du temps où elle était enseignée à l'université, au Moyen Âge, n'aurait pas été considérée comme une pseudo-science. Mais ce critère n'est pratiquement plus utilisé aujourd'hui, d'autant moins que de nombreuses disciplines émergentes ont été indéniablement scientifiques (la génomique et la protéomique, tout récemment) avant d'être enseignées à l'université. De même, certaines pseudo-sciences liées à des secteurs industriels (notamment pharmaceutique, pour le cas de l'homéopathie) leur permettent dans certains pays un lobbying suffisamment puissant pour pénétrer progressivement les institutions officielles, universitaires ou hospitalières, sans que cela ne représente une validation générale de leurs principes.

### Critères internes

#### Absence de vérification empirique des hypothèses proposées
Pour être nommée science, il faut qu'une discipline propose des moyens de vérifier empiriquement les hypothèses qu'elle avance. De nombreux scientifiques reprochent par exemple à la psychanalyse d'avancer des hypothèses qui ne sont pas vérifiables empiriquement, contrairement à une véritable science. L'un des buts essentiels de la science est de fournir une description du monde en se servant de concepts définis avec rigueur et précision, qui interviennent dans des théories dont on peut vérifier la validité ou la non-validité par des expériences.
Or, s'il s'agit de concepts pour lesquels il n'existe pas (ou pas encore) de définition précise et qu'on ne peut ni soumettre à l'expérimentation, ni à l'observation, ces études sortent du cadre scientifique. Cela ne veut pas nécessairement dire que ces études sont sans valeur en philosophie, en métaphysique, en théologie, etc. En fait, les hommes et femmes de science ne parlent de pseudo-science que si ces spéculations empruntent et déforment des termes scientifiques pour tenter de se donner un substratum scientifique, généralement auprès du grand public.

#### Impossibilité de réfuter les hypothèses soumises
Le philosophe Karl Popper, constatant qu'il est possible de trouver des observations pour confirmer à peu près n'importe quelle théorie, propose une méthodologie fondée sur la réfutabilité : pour être admise comme scientifique, une théorie doit être réfutable. Exemple : l'eau dans laquelle a été dissous un anticorps en conserverait les propriétés même quand il n'y a plus de possibilité statistique que l'anticorps en question soit encore présent. Il s'agit d'une hypothèse scientifique. En effet, il suffit de mettre l'eau ainsi traitée en contact avec des globules blancs pour voir si ces derniers vont réagir ou non. S'ils ne réagissent pas, c'est que l'hypothèse est fausse (voir mémoire de l'eau). Exemple d'hypothèse pseudo-scientifique : la supposée « force psi », qui aurait la particularité de ne pas se manifester lorsqu'on tente de l'étudier en laboratoire, serait responsable des phénomènes de télékinésie. Cette hypothèse est impossible à réfuter car si aucune expérience ne peut mettre cette force en évidence, cela ne vient pas en contradiction avec l'hypothèse de départ. Donc, peu importe le résultat, l'hypothèse ne peut pas être infirmée.
Le philosophe des sciences Paul K. Feyerabend a opéré une critique de ce critère de réfutabilité poppérien. Feyerabend explique par exemple que le succès de Galilée est venu de son acharnement à partager son enthousiasme pour l'hypothèse copernicienne, à éluder les réfutations, à modifier ses méthodes et ses hypothèses ad hoc, et à user de persuasion en interpellant la population en italien plutôt qu'en s'adressant à la communauté scientifique, qui transigeait en latin. Tous ces comportements sont typiques desdits pseudoscientifiques, tant dans leur usage des instruments scientifiques, de la persuasion, du sensationnel, du populisme, et des preuves à leur disposition — ils permettent d'échapper à la réfutation.
« The first telescopic observations of the sky are indistinct, indeterminate, contradictory and in conflict with what everyone can see with his unaided eyes. And, the only theory that could have helped to separate telescopic illusions from veridical phenomena was refuted by simple tests. […] Galileo prevails because of his style and his clever techniques of persuasion, because he writes in Italian rather than in Latin, and because he appeals to people who are temperamentally opposed to the old ideas and the standards of learning connected with them. »
Traduction :

« Les premières observations du ciel au télescope sont indistinctes, indéterminées, contradictoires et en conflit avec ce que chacun peut voir à l'œil nu. De plus, la seule théorie qui pourrait avoir aidé à séparer les illusions télescopiques des véritables phénomènes fut réfutée par de simples tests. […] Galilée a l'avantage grâce à son style et à ses astucieuses techniques de persuasion, parce qu'il écrit en italien plutôt qu'en latin, et parce qu'il représente un attrait pour les gens qui sont par tempérament opposés aux idées anciennes et aux standards d'éducation qui vont de pair avec elles. »

Les critiques feyerabendiennes du critère de réfutabilité ne sont pas pour autant une validation a priori de tous les canulars à prétention scientifique, mais une invitation à la rigueur — pour les poppériens —.
Aujourd'hui, plusieurs domaines des sciences, en particulier la physique, s'étant mathématisés à l'extrême, l'abus d'arguments qualitatifs est devenu une variante de non-réfutabilité. En effet, les défauts des différents modèles en cosmologie par exemple n'apparaissent qu'après des calculs très compliqués. Dès lors, une théorie alternative n'est pas acceptable si elle donne juste de vagues idées sur la manière dont elle résout les problèmes posés par les théories acceptées comme modèles provisoires — impossible de savoir si la nouvelle théorie résout vraiment les problèmes, ni si elle en crée de nouveaux.

#### Erreurs méthodologiques et manipulations statistiques des résultats
Exemple : une compagnie pharmaceutique affirme que son nouveau produit est efficace dans 25 % des cas. En revanche, elle omet de rappeler qu'un placebo produit une amélioration des symptômes dans la même proportion[réf. nécessaire].

#### Conclusions hâtives, ou fausses conclusions, par rapport aux résultats
Il y a une erreur classique dans l'emploi des statistiques qui consiste à confondre causalité et corrélation qui est à l'origine de nombreuses affirmations pseudo-scientifiques.
Mais il y a aussi l'utilisation erronée des statistiques.
Exemple : un voyant obtient un taux de succès, pour ses prédictions, de 75 %. En revanche, seulement quatre prédictions ont fait l'objet de l'étude. Les résultats, fondés sur un échantillon peu significatif, peuvent être le résultat du hasard. Autre exemple : pendant la nuit, des gens sont réveillés par un phénomène lumineux parcourant les fils électriques près de la maison. Le lendemain, ils constatent la présence de trois cercles où la neige était absente dans leur champ. Ils concluent que les cercles ont été causés par le phénomène lumineux aperçu sur les fils. En fait, après enquête, les cercles dans les champs ont été constatés par d'autres témoins quelques jours avant le phénomène lumineux. L'absence de preuve attestant d'un lien de cause à effet est souvent à l'origine de conclusions illégitimes. 

#### Utilisation de sophismes pour appuyer une conclusion
Par exemple, en ufologie, le raisonnement fallacieux de devoir renverser la charge de la preuve est souvent utilisé par les défenseurs de l'hypothèse extraterrestre : ils demandent aux sceptiques de prouver que le phénomène ovni n'est pas d'origine extraterrestre. Cela se rapproche du stratagème X (appelé aussi « Prendre avantage de l’antithèse ») de Schopenhauer dans L'art d'avoir toujours raison.

#### Remise en cause abusive d'acquis scientifiques
Les domaines couverts par les sciences contemporaines sont si nombreux que chaque chercheur ne peut faire progresser qu'un secteur très réduit. En conséquence, le fait de supposer qu'une découverte isolée suffise à engendrer une théorie simple capable à elle seule de se substituer aux modèles établis dans un grand nombre de disciplines, en opposition avec tous les spécialistes de ces domaines, permet de qualifier un chercheur de crank (terme anglais, utilisé pour désigner ce genre de pseudo-scientifiques, qu'on peut traduire par « hurluberlu, zinzin »). Cela est lié au stratagème XI (« Généraliser ce qui porte sur des cas précis ») de Schopenhauer dans L'art d'avoir toujours raison.

### Distinctions entre science, parascience et pseudoscience
Le sociologue Valéry Rasplus a analysé et illustré graphiquement cette distinction. Il considère que :

« Les parasciences et les pseudo-sciences prétendent utiliser une démarche, une méthode, un langage qui se situerait (P1) dans l’espace même du champ scientifique, (P2) à sa proche périphérie ou plus radicalement (P3) en s’en démarquant de deux manières : soit (P3-a) comme suprascience (la Science de la science : « haute science », « science sacrée/divine »), soit (P3-b) comme antiscience. Dans les cas (P1), (P2) et (P3-a), les parasciences et les pseudo-sciences se présentent sous les apparences de domaines scientifiques rénovés et souhaitent bénéficier de l’aura associée au mot science, de son autorité et sa légitimité, sans en avoir les exigences et sans en subir les contraintes (contrôles, tests, etc.) qui y sont associées, sauf s’ils confortent leurs positions. Elles rentrent en lutte pour conquérir un territoire du savoir et de la connaissance légitime. Nous entrons ici dans le registre de l’imitation, de l’air de famille, de la caricature, des apparences simplistes, de la confusion entre science et croyance. Dans le cas (P3-b), ce contre-savoir entend substituer à la science « néfaste » un savoir « alternatif » radical. »

## Stratégies pour paraître scientifique
Plusieurs stratégies récurrentes ont été relevées qui permettraient de paraître scientifique.
L'utilisation du suffixe -logie permet de hisser à peu de frais n'importe quelle doctrine au rang de la biologie, la pharmacologie, la géologie, etc. Ce procédé est utilisé par des domaines aussi variés et peu scientifiques que l'astrologie, la graphologie, la réflexologie, la futurologie, la géobiologie, l'ufologie, ou bien sûr la scientologie.
Le détournement de titres universitaires est également fréquent, comme ceux de « docteur » ou « professeur » (ce qui constitue en France un délit), ou surtout celui de « chercheur », qui a l'avantage de ne pas avoir de définition juridique. Germaine Hanselmann, plus connue sous le nom d’Élizabeth Teissier, a obtenu un doctorat de sociologie pour son travail très controversé sur L'épistémologie de l'astrologie à travers l'ambivalence fascination/rejet dans les sociétés modernes. Cette nomination a créé une polémique dans le monde universitaire, la docteure étant accusée d'avoir publié sa thèse afin d'appuyer auprès du grand public le caractère scientifique de l'astrologie, et de n'avoir été acceptée qu'en raison de la pression médiatique qu'elle était capable de faire peser sur l'université. De même, des médecins ou d'autres professionnels aux titres prestigieux sont parfois sortis de leur spécialité réelle et utilisés comme caution scientifique dans des champs où ils n'ont aucune expertise, ce qui est très répandu notamment dans les milieux créationnistes américains. En France, c'est par exemple le cas de Claude Allègre, ancien géochimiste spécialiste des isotopes de la croûte terrestre profonde, qui a pris des positions publiques sur le thème du réchauffement climatique (ainsi qu'en mathématiques), pour lequel il n'a aucune légitimité scientifique,. Des universités privées sont spécialisées dans la vente de diplômes, telle l’Open International University for Alternative Medicine en Inde, qui a fait l'objet d'une fermeture administrative après 12 ans de fraude,,. Plus vulgairement, le simple port d'une blouse blanche peut suffire à impressionner et donner un air sérieux et intimidant à n'importe quel charlatan.
La création d'associations sous le nom de « Centre européen de recherche scientifique et d'observation sur… », « Institut de recherche sur... », etc., aux noms explicites et impressionnants, peut donner une apparence sérieuse aux activités qui s'y déroulent. Ces créations ne sont en fait soumises à aucun contrôle, et ne garantissent absolument pas la scientificité du contenu. Aux États-Unis, le Discovery Institute, qui se présente comme un think tank scientifique et apolitique se targuant du soutien de nombreux professeurs d’université prestigieux, est en réalité l'organe de communication du lobby créationniste américain à Seattle. De même, la Fondation pour la recherche scientifique turque (Bilim Araştırma Vakfı) est en fait un think-tank religieux antidarwiniste, dirigé par l'écrivain créationniste et négationniste Adnan Oktar (pseudonyme Harun Yahya).
De nos jours, de nombreux sites internet peuvent facilement se présenter visuellement comme des organes de presse de grande ampleur alors qu'ils ne sont en réalité que des blogs. Leurs articles se donnant toutes les apparences formelles d'une enquête journalistique sérieuse peuvent ainsi se diffuser rapidement sur les réseaux sociaux selon le principe du marketing viral. C'est par exemple le cas aux États-Unis d'un site conspirationniste comme NSBC International, et ses émanations canadienne Globalresearch.ca et française Réseau international. Ceux-ci publient régulièrement de faux articles journalistiques « prouvant » à chaque fois que les vaccins sont des inventions diaboliques, en citant des études scientifiques imaginaires ou obsolètes. L'emploi du terme « international » dans le nom de ces sites est utilisé dans un but de mystification quant à l'ampleur réelle de ce genre de site, généralement géré par une poignée de personnes sans qualification professionnelle (avec un recours récurrent au pseudonyme ou au faux-nez pour augmenter artificiellement le nombre de journalistes). Une des figures argumentatives caractéristiques de ces sites est l'usage systématique de l'« appel à la peur »,. La revue Science & pseudo-sciences propose, naguère sous la plume de Jean Günther et depuis 2015 sous celle de Sébastien Point, une rubrique intitulée « Sornettes sur Internet » destinée à débusquer et dénoncer les discours pseudo-scientifiques que l'on rencontre sur le web. Les « décodeurs » du journal Le Monde signalent aussi régulièrement différents sites web et pages Facebook populaires (comme Santé+Magazine) qui relaient massivement des infox (fake news) à caractère médical (« remèdes miracles » contre l'obésité, le cancer ou d'autres maladies complexes, déclarations conspirationnistes et anti-scientifiques contre la médecine, informations fantaisistes sur toutes sortes d'aliments ou de traitements, etc.).
Dans le même ordre d'idées, l'emploi d'un ton emphatique et d'un vocabulaire technique est une pratique qui peut impressionner l'auditoire ou le lecteur et masquer l'absence de sens d'un discours,. Alan Sokal et Jean Bricmont dressent une liste d'auteurs qu'ils accusent d'utiliser ce procédé dans le domaine de la philosophie dans leur livre Impostures intellectuelles. Parmi les mots souvent utilisés, souvent issus des sciences reconnues et en particulier de la physique, on retrouve des termes tels que fluide, énergie, force, cristal, onde, résonance, champ, champ de forme, ou encore quantique (notamment à travers le mysticisme quantique). Une étude de 2008 démontre que les personnes non expertes en sciences comportementales accordent une plus grande importance aux explications qui contiennent des détails neuroscientifiques, même si elles n'apportent aucune valeur explicative,.
L'attribution d'une doctrine à l'« Orient » (comme la « médecine orientale »), instance d’appel à l'exotisme, est également très fréquente, et fort pratique en tant qu'elle empêche toute vérification de la part d'un interlocuteur occidental, et permet de justifier toutes sortes de déclarations. Les traditions médicales et spirituelles des pays asiatiques sont cependant extrêmement différentes les unes des autres (y compris au sein d'un même pays, notamment l'Inde ou la Chine), et ont connu de nombreuses évolutions pendant leur histoire : l'essentialisation (c'est-à-dire la simplification fallacieuse et fixiste) de pratiques dites « orientales » procède donc toujours d'une tentative de tromperie. L'expression « médecine traditionnelle chinoise » (ou parfois tibétaine) est également employée abusivement pour vendre toutes sortes de produits de soins, qui n'ont bien souvent aucun rapport avec la pharmacopée chinoise, ou en sont des éléments isolés de manière arbitraire pour des raisons commerciales. Par ailleurs, l'argument d'une médecine chinoise qui procèderait d'une philosophie radicalement différente de la médecine scientifique ne résiste pas à l'examen rigoureux de l'histoire de cette discipline, les médecins chinois ayant développé des méthodes scientifiques rationnelles dès l'Antiquité, ayant plus tard reçu une influence européenne grâce aux jésuites qui furent médecins officiels de l'empereur lors de leur arrivée en Chine au XVIe siècle-XVIIe siècle, et ayant ensuite participé en retour d'une manière significative à l'apparition de la médecine scientifique moderne. En conséquence, les produits vendus en Europe sous couvert de médecine chinoise sont généralement plus issus de superstitions populaires que le fruit de la vraie tradition médicale chinoise, et ont au mieux des effets inexistants, au pire des effets aléatoires (auquel cas cela tombe sous le coup de la loi pour exercice illégal de la pharmacie), et sont parfois même clairement dangereux. Le récent succès en Occident de la « Médecine traditionnelle chinoise » est d'ailleurs essentiellement un effet de la propagande du gouvernement chinois, qui a artificiellement ressuscité des pratiques qui étaient tombées dans l'obsolescence dans le pays depuis plusieurs siècles (comme l'acuponcture) pour en faire des produits d'exportation et surtout des outils de soft power,.
Dans le même ordre d'idées (et souvent en tandem) l'argumentum ad antiquitatem (appel à la tradition ou « argument d'historicité ») veut qu'en attribuant une histoire ancienne et prestigieuse à sa posture théorique, celle-ci soit plus légitime, car anoblie par une tradition vénérable. L'expression « médecine chinoise traditionnelle » cumule par exemple ces deux sophismes que sont l'appel à l'orient et l'appel à la tradition, qui sont en réalité moins une justification qu'une manière de rendre les allégations invérifiables.
Pour séduire le public, les charlatans ont régulièrement recours à l'effet Barnum, bien connu pour l'astrologie : il suffit d'employer un discours suffisamment vague pour ne pas pouvoir être nié (vérités générales, banalités, phrases sans contraire possible…), en jouant sur l'auto-suggestion et le biais de confirmation chez l'auditoire. Ainsi, l'horoscope ne se trompe jamais vu qu'il ne s'engage jamais suffisamment pour être pris en défaut, mais l'horoscope de tous les signes est toujours valable pour tout le monde, tous les jours (besoin de reconnaissance, doute sur les décisions, peur de l'engagement…).
L'idée d’« étude scientifique » peut facilement être détournée : en effet, les revues scientifiques constituant un marché ouvert sans autorité de régulation, constitué d'entreprises commerciales (y compris les plus prestigieuses comme Nature), n'importe qui peut créer une « revue scientifique » et y publier ce qu'il veut, ce qui a amené une prolifération d'articles de pseudo-sciences dans les moteurs de recherche scientifique, parfois publiés dans des revues en réalité gérées par des programmes automatiques. Par exemple, les nombreuses études scientifiques publiées dans des revues de complaisance démontrant des effets bénéfiques de la méditation sur le comportement prosocial ont été remises en question par une méta-analyse publiée en 2018 dans la revue Nature, mettant en lumière les conflits d'intérêts des auteurs et les graves biais méthodologiques de ces publications.
L'expression populaire « une étude dit que… » n'a donc aucune valeur tant qu'on n'indique pas quelle équipe de quelle université a réalisé l'étude, et dans quelle revue elle a été publiée (éventuellement avec quel accueil au sein de la communauté scientifique).
Jacques Bouveresse donne, dans son article « Qu'appellent-ils penser ? », un exemple simple de stratégie très employée par certains penseurs post-modernes (notamment au sein de la French Theory, visant notamment Régis Debray) soucieux de donner une morgue scientifique à des idées politico-philosophiques sans aucun fondement concret :

« Le secret de la réussite obéit, dans tous les cas de ce genre, à une règle simple et efficace : 1) commencer par invoquer à l'appui d'une thèse philosophique apparemment ambitieuse, révolutionnaire et radicale, la caution d'un résultat scientifique prestigieux, et 2) lorsque la critique commence à se faire un peu trop précise et insistante, expliquer que l'usage que vous avez fait de celui-ci ne devait surtout pas être pris à la lettre et qu'il s'agissait, en fait, simplement d'une façon métaphorique d'exprimer un contenu qui, la plupart du temps, se révèle pour finir assez anodin et même relativement banal. »

L'essayiste suisse Paul Ranc a ainsi proposé une synthèse de l'évolution de la sophrologie particulièrement symptomatique de l'évolution d'un grand nombre de disciplines pseudo-scientifiques :

« la dérive de la sophrologie était prévisible. Se situant aux confins du Nouvel Âge (hypnose, training autogène, yoga) et de la médecine traditionnelle (notamment la psychiatrie et la médecine psychosomatique), la sophrologie n’a aucun point de repère solide. Basée avant tout sur l’expérience subjective de la personne et ne disposant d’aucun moyen d’évaluation objectif, la sophrologie était condamnée à des écarts de doctrine. […] Des hommes ou des femmes ayant une connaissance plus ou moins grande de la technique sophronique se mettent à offrir des « cocktails » de « thérapies libératrices », telles que la sophrologie, la parapsychologie, le mysticisme, l’orientalisme et aussi la voyance ou la médiumnité ! Ces nouveaux « marchands de bonheur » prolifèrent un peu partout et la guerre est déclarée entre les néo-sophrologues et les sophrologues orthodoxes. »

### Tactiques pour discréditer la critique scientifique
- Le recours à l'argument d'autorité et l'usage de citations (Richard Feynman ou Albert Einstein, par exemple, mais aussi d'autres scientifiques hors de leur champ de compétence) sorties de leur contexte[62].
- L'accusation de dogmatisme à l'encontre des opposants scientifiques, leur reprochant de ne jamais modifier leurs théories – alors que la science moderne est le fruit d'une évolution longue, fondamentalement internationale, et fondée sur le principe même de réfutabilité, quand les pseudo-sciences sont généralement fixistes et réductionnistes (notamment celles qui se réclament d'une tradition lointaine).
- L'accusation de centrage culturel, la science moderne étant accusée d'être occidentale, et peu ouverte à des cultures exotiques. De fait, la méthode scientifique a été développée de manière indépendante dans la plupart des cultures du monde, le théorème de Pythagore ayant par exemple été découvert parallèlement sur plusieurs continents[63]. La démarche scientifique étant universelle, une réalité trans-culturelle et non une particularité régionale, toutes les cultures du monde ont contribué à ce qu'est aujourd'hui la science moderne ; certaines cultures orientales (Chine, Inde) y ont d’ailleurs davantage contribué que certains pays européens, et cela redevient d'actualité avec l'essor économique, technique et intellectuel des pays d'extrême-orient[55]. En conséquence, la science moderne ne peut être taxée d'européo-centrisme, pas plus que des systèmes culturels exotiques irrationnels ne peuvent lui être comparés sur un pied d'égalité[64].
- La victimisation, en s'identifiant à un Galilée persécuté par les autorités de son temps, ou Einstein, incompris de ses contemporains. Ce sophisme est connu sous le nom de « gambit de Galilée ». Michel de Pracontal évoque le cas de Jacques Benveniste comparant les persécutions dont il se disait l'objet à celles de Galilée, alors qu'il n'avait subi aucune sanction pour ses travaux (Galilée ayant, lui, été assigné à résidence à vie) et d'autre part n'aurait subi une critique importante que parce qu'il avait lui-même orchestré une campagne médiatique en faveur de son expérience. Toujours selon lui, une critique à une publication ne saurait être considérée comme une atteinte à la liberté d'expression de celui qui publie[65]. Une autre critique de la référence à Galilée se rapporte au fait que ses opposants étaient surtout des non-scientifiques. Le pseudo-scientifique s'opposant aux spécialistes de la science ressemblerait en réalité aux détracteurs non-scientifiques de Galilée[28].
- Les arguments ad hominem[66] : la mention d'erreurs de scientifiques sert alors à contester la science établie[67].
- L'usage de l'hypothèse : retournant la critique qui lui est faite, le pseudo-scientifique répondra : « votre science n'en est pas une et les bases de votre raisonnement sont infondées ».
- Quand, par exemple, un appareil semble fonctionner en violation des lois connues de la physique, la démarche scientifique n'invite à remettre ces lois en cause qu'après avoir exclu tout risque d'erreur, et aussi après avoir cherché une explication non évidente dans le cadre des théories établies[68].
- Pracontal évoque l'exploitation de trois idées répandues : celle qu'en science « tout est possible » ; celle que la science peut évoluer par révolution à partir d'une seule découverte ; et celle que les génies sont constamment méconnus et persécutés (les cas reconnus étant assez rares)[65].
- Le discrédit sur le savoir scientifique de manière générale en l'assimilant à une simple hypothèse qui ne vaudrait pas mieux qu'une autre : c'est par exemple le cas quand les homéopathes appellent la médecine scientifique « allopathie », la réduisant par ce simple terme à une théorie close et triviale qu'on pourrait résumer en un seul terme très concret. Il en va de même quand les créationnistes parlent de la « théorie de l'évolution » (ou du « darwinisme ») comme si elle n'était qu'une hypothèse parmi d'autres, alors que dans le contexte scientifique cet emploi du terme « théorie » évoque la mise en système d'un ensemble de savoirs établis, au même titre que la « théorie de la gravitation » (qui est en fait la loi universelle de la gravitation).
- Faire prévaloir la forme sur le fond, valoriser les moyens plutôt que les fins, se fier à l’apparence et à la réputation plutôt qu’au travail et à la probité, soutenir l’audience davantage que le mérite, opter pour le pragmatisme plutôt que le courage de la vérité, choisir l’opportunisme de l’opinion plutôt que de s'en tenir aux valeurs, pratiquer l’art de l’illusion plutôt que l'émancipation par la pensée critique, s’abandonner à l'apparence des fausses sécurités des procédures[69].

### Critiques de la notion de pseudo-science
Paul Feyerabend, philosophe des sciences, écrit dans l'introduction du chapitre 18 de Contre la méthode, que « la science [est] la plus agressive et la plus dogmatique des institutions religieuses ».
À l'inverse, l'astronome et vulgarisateur Carl Sagan fait une description de la science qui contient une critique implicite des pseudo-sciences : « sa seule vérité sacrée est qu'il n'y a pas de vérité sacrée. Toutes les affirmations doivent être examinées avec un esprit critique. Les arguments d'autorité sont sans valeur. Tout ce qui ne correspond pas aux faits doit être rejeté ou révisé. La science n'est pas parfaite. Elle est souvent mal utilisée. C'est seulement un outil, mais c'est le meilleur outil que nous ayons ».
Marcello Truzzi, l'un des cofondateurs (avec Carl Sagan, notamment) du Committee for the Scientific Investigation of Claims of the Paranormal (CSICOP), une des principales organisations luttant contre les pseudo-sciences, se distancia de ce mouvement. Il devint « sceptique des sceptiques », des chercheurs et démystificateurs qui se prononçaient sur la validité d'affirmations dites paranormales avant de les avoir expérimentées. Les qualifiant de pseudosceptiques, il les accusa d'avoir adopté un comportement de plus en plus antiscientifique, au point d'échapper eux-mêmes à la réfutation :

« Selon moi, ils ont tendance à bloquer les investigations honnêtes. La plupart d'entre eux ne sont pas agnostiques face aux affirmations paranormales ; ils sont là pour les démolir. […] Lorsqu'une expérience paranormale rencontre ses objectifs, ils redéfinissent ces derniers. Puis après, si l'expérience est fiable, ils diront que c'est une simple anomalie. »

### Controverses
Si certaines activités humaines correspondent effectivement à la définition « standard » des pseudo-sciences telle qu'elle est énoncée plus haut, d'autres domaines sont en revanche parfois regroupés à tort sous cette étiquette. Pour être qualifié de pseudo-science, un champ de connaissances (ou en l'occurrence de pseudo-connaissances) doit donc se faire ouvertement passer pour scientifique alors que, dans les faits, il ne respecte pas toute la rigueur de la démarche scientifique.
La désignation collective de "pseudoscience bourgeoise" (Буржуазная лженаука), a été le motif d'interdiction de certaines disciplines, telles que la génétique, la cybernétique, la sociologie, la sémiotique et la linguistique comparée en Union Soviétique,.

## Système de régulation de la science
La science n'est pas tant une accumulation de savoir qu'un système de régulation : il s'agit d'un système auto-correctif, considérant à la base que tout énoncé est potentiellement erroné et doit être débattu, et qu'un savoir est périssable. Une « théorie admise » n'est jamais qu'un consensus qui peut évoluer. Gaston Bachelard disait : « La vérité est une erreur rectifiée ».
Lorsqu'une personne observe des faits « nouveaux » et propose une nouvelle théorie, elle lance un débat (par l'intermédiaire de publications, de conférences, etc.) et elle tente d'apporter tous les arguments favorables à la nouvelle thèse. Les personnes défendant l'ancienne théorie, ou une théorie concurrente, apporteront les arguments opposés.

### Les comités de lecture
Les publications scientifiques s'appuient sur un système de comité de lecture (referee), qui se charge de s'assurer de la rigueur des articles : le comité vérifie que les articles font bien référence à des publications antérieures, qu'ils s'appuient sur des données expérimentales dont la réalisation est décrite afin qu'elles puissent être reproduites. Ces comités de rédaction proposent des modifications aux articles : leurs membres voient passer de nombreux articles sur les sujets traités et aident donc à la coordination entre les articles. Ils refusent les articles qui ne répondent pas aux critères de rigueur.
Le fait que les revues scientifiques soient des entreprises privées à but lucratif peut aussi poser un problème : en vertu de la loi de l'offre et de la demande, certaines revues de seconde zone ont tout intérêt à récupérer des articles rejetés par des revues plus prestigieuses, et des articles sans valeur scientifique ont ainsi de plus en plus de chances de trouver à être publiés dans des revues d'apparence sérieuse mais sans réel comité de régulation du contenu.
Dans les disciplines qualifiées de pseudo-sciences, le système de validation est beaucoup moins structuré, voire pas du tout, ou alors avec une tendance sectaire.

### Paradigme et modèle
Dans le monde scientifique, un modèle servant de représentation provisoire du monde doit être testé sur l'autel de la réalité. Dans cette optique, un scientifique vérifie si son explication est ou non pertinente.
La notion de paradigme (une « représentation du monde ») est très utilisée dans les disciplines qualifiées de « pseudo-sciences ». L'accusation portée est que cela permet de ne jamais vérifier la pertinence des explications, restant dans le domaine de la croyance. Dans cette optique, l'hypothèse de base de la théorie n'étant donc jamais remise en cause, il n'y a pas d'alternative possible à celle-ci.

## Quelques doctrines considérées comme pseudoscientifiques

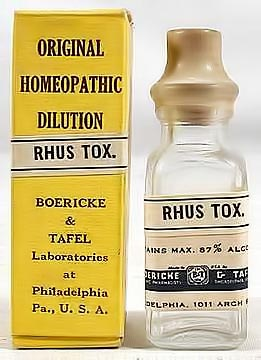
L'homéopathie, en plus de deux siècles d'existence, n'a jamais démontré la moindre efficacité par rapport à un placebo. Ses fondements théoriques sont considérés, à la lumière du progrès scientifique, comme entièrement fantaisistes.

- Le dessein intelligent, en tant que doctrine décrivant les espèces vivantes comme non pas issues de l'évolution biologique mais engendrées par une intervention supranaturelle est présentée comme une science par ses promoteurs[76].
- L'astrologie, qui prétend établir un lien entre la position des objets célestes et la personnalité individuelle des êtres humains, est souvent considérée comme une pseudo-science lorsqu'elle prend un caractère déterministe quant à la certitude de ses conclusions[77]. Sa filiale l'astroarchéologie, par la tentative de s'appuyer sur les méthodes de l'archéologie, discipline scientifique, pour valider des recherches en ufologie, est elle aussi considérée par de nombreux scientifiques comme une pseudo-science.
- La sophrologie est une technique de développement personnel à la définition vague et proche de l'hypnose. En France, « La sophrologie n’est pas une discipline définie ni reconnue dans le cadre du code de la santé publique »[78] et elle est considérée comme une pseudo-science[43],[79].
- La graphologie s'efforce empiriquement d'établir une classification des écritures et d'en systématiser les indices dans une typologie qui renvoie à une classification des personnalités et des défauts. Aucune expérience scientifique n'a établi de corrélation statistique entre le style d'écriture et le type de personnalités, et cela d'autant moins que les anciennes typologies de personnalités auxquelles elle se réfère ne sont plus admises par la psychologie universitaire, en particulier anglo-saxonne[80],[81].
- L'ufologie, par la critique de son interprétation des données sur le phénomène ovni, est généralement considérée comme une pseudo-science dans les milieux scientifiques.
- L'homéopathie, fondée il y a deux siècles sur des conceptions contraires à la chimie et la biologie moderne, est non scientifique[43]. Certains pays autorisent cependant la délivrance de diplômes universitaires de médecine parallèle, mais de nombreuses hypothèses fondamentales de l'homéopathie (comme la mémoire de l'eau) en font une pseudoscience aux yeux de la communauté scientifique[82].
- L'ostéopathie et la chiropraxie sont elles aussi des pseudo-sciences[43] reposant le plus souvent sur des conceptions pré-scientifiques du corps, ou des théories non vérifiées par les vérifications scientifiques comme le principe d'auto-guérison[83]. Elles cherchent généralement à combler les lacunes de la kinésithérapie, qui pour sa part possède certaines branches se voulant médicales et scientifiques[84]. En 1987, elles étaient officiellement considérées en France comme des pseudo-sciences[82].
- La naturopathie, par sa définition de « science fondamentale englobant l’étude, la connaissance, l’enseignement et l’application des Lois de la vie » donnée par la FENAHMAN, et par l'usage de pratiques non scientifiques, comme l'iridologie, est généralement désignée comme une pseudo-science. Certains domaines sont cependant acceptés par certains médecins, avec des réserves, notamment celles qui se rapprochent le plus de la phytothérapie (soins par des plantes contenant effectivement des substances actives). Les différents avatars de la naturopathie, comme la lithothérapie, sont eux aussi de fausses sciences.
- La plupart des « sciences occultes », par l'usage qu'elles font de la terminologie scientifique, sont assimilées à des pseudo-sciences.
- L'alchimie, par son fréquent usage du mot « science », quand ce n'est pas « science suprême », est parfois assimilée aux pseudo-sciences ; de fait, étant l'ancêtre de la chimie scientifique, tout ce qu'elle contenait de scientifique a été intégré à la science moderne entre le XVIIe et le XIXe siècle.
- La psychanalyse est considérée par plusieurs auteurs comme une pseudoscience[85],[86],[87],[88],[89],[90] (voir à ce sujet « Critiques de la psychanalyse »). Les théories psychanalytiques ne sont en effet pour la plupart pas appuyées par des preuves empiriques sérieuses, ce qui conduit la discipline à être de plus en plus critiquée pour son manque de scientificité[réf. nécessaire].
- Certaines psychothérapies ont été également critiquées comme pseudo-scientifiques[91], mais, étant donné les controverses portant sur la méthodologie même de l'évaluation en psychologie clinique, cette critique reste sujette à débat.
- L'orgonomique (Orgonomic research), discipline fondée par le psychanalyste Wilhem Reich, prétend mettre en évidence, étudier et recueillir le « fluide vital universel », nommé orgone, qui confirmerait les doctrines vitalistes et permettrait de soigner l'impuissance sexuelle et le cancer. Ayant échoué au test de reproductibilité de ses résultats, la théorie de Wilhem Reich est non scientifique. La promotion de sa théorie s'étant poursuivie en recourant à une terminologie scientifique, elle est considérée également comme une pseudo-science[réf. souhaitée].
- La programmation neuro-linguistique est définie par ses concepteurs comme « l’étude de la réalité subjective de l'individu ». Elle consiste en quelque sorte à reprogrammer le cerveau afin d'y ajouter de nouveaux potentiels[92]. Elle ne repose sur aucune base scientifique et n'offre aucun résultat avéré ou démontrable[93],[94],[95],[96],[97],[98],[99],[100],[101],[102],[103],[104],[105],[106],[107],[108]. Elle est régulièrement signalée comme dangereuse par la Mission interministérielle de vigilance et de lutte contre les dérives sectaires dans ses rapports[109]. Son absence est permanente dans les bases de données scientifiques sur la médecine fondée sur les faits[110]. Elle est à rapprocher du culte du cargo par la « reproduction de la gestuelle des gens de talent »[111].
- La bioélectronique de Vincent est une fausse science prétendant détecter des terrains favorables à l'apparition d'une maladie en fonction des valeurs de trois paramètres (pH, rH et résistivité électrique) mesurés dans le sang, l'urine et la salive. En dépit de l'utilisation d'un vocabulaire scientifique, elle n'a aucune base scientifique[112].

Dans le domaine médical, la Mission interministérielle de vigilance et de lutte contre les dérives sectaires (MIVILUDES) a édité un Guide santé et dérives sectaires qui répertorie un certain nombre de méthodes pseudo-thérapeutiques non scientifiques à fort potentiel de dérive sectaire.
Certains[Qui ?] partisans du paranormal veulent qu'on distingue les pseudo-sciences des investigations suivantes :
- l'étude sociologique du phénomène ovni (quels stimuli sociologiques et culturels poussent les gens à dire qu'ils ont vu des ovnis ?) ;
- la cryptozoologie qui cherche à étudier scientifiquement des animaux mystérieux dont l'existence ou la survie n'est pas avérée avec certitude : (le Sasquatch, le Yéti et autres Gigantopithèques) ;
- la céréologie qui étudie la formation de motifs géométriques dans les champs ;
- la parapsychologie et la métapsychique qui étudient les phénomènes étranges liés à l'esprit humain.

Ces approches paranormales cherchent à adopter une démarche rigoureuse aussi proche que possible de la science. Mais elles ne sont pas à l'abri d'approches plus farfelues, d'autant plus que par leur imbrication dans des systèmes de croyances et leur attrait sur l'imagination collective, elles attirent un grand nombre de passionnés, scientifiques ou non. Ainsi l'ufologie est un domaine où un courant scientifique dit ufologie sceptique coexiste avec des approches pseudo-scientifiques.
L'exobiologie est parfois considérée comme une pseudo-science[réf. nécessaire] alors qu'elle repose sur une démarche scientifique. Sa particularité est d'admettre la possibilité que son champ d'étude puisse ne pas exister : elle est pour l'instant une « science sans sujet ».
Il existe également une difficulté à définir des théories controversées qui sont alimentées par des pratiques ne respectant pas totalement la démarche scientifique. Aux yeux de leurs partisans, c'est le cas de la théorie de la fusion froide. Ces controverses ont souvent pour origine une expérimentation qui semblait a priori convaincante, mais que nul n'est arrivé à reproduire de façon convaincante (la mémoire de l'eau n'entre pas dans cette catégorie). Au débat scientifique se superposent souvent des éléments extra-scientifiques qui ne contribuent pas à éclaircir la question (appât du gain, raisons politiques, prestige d'une personne ou d'une institution en jeu, théorie du complot, etc.).
La plupart des règles ayant des exceptions, il faut rappeler aussi que les théories de Louis Pasteur sur les microbes furent considérées quelque temps par le jeune médecin Georges Clemenceau et les facultés de médecine françaises comme pseudoscience. Lorsque Joseph Lister en personne se déplaça d'Angleterre pour assister aux expériences de Pasteur et les commenter, la controverse cessa.

### Aspect social et risques de dérives
Certaines pseudo-sciences comptent de nombreux adeptes, qui le plus souvent sont de simples enthousiastes, des curieux ou encore des individus en quête de transcendance, de spiritualité ou de mysticisme. Cependant, la candeur de certains de ces enthousiastes attire rapidement charlatans et sectes, qui profitent de la crédulité et de la volonté de croire de ces personnes pour leur soutirer de fortes sommes d'argent, voire les embrigader dans des systèmes idéologiques ou religieux à risque. Certaines sectes se présentent d'ailleurs ouvertement comme des « sciences », telle l'Église de Scientologie (qui signifie « science des sciences » dans un mélange de grec et de latin).
En France, la Mission interministérielle de vigilance et de lutte contre les dérives sectaires (MIVILUDES) est chargée de la prévention contre les dérives sectaires, et pointe à ce titre régulièrement certaines pseudo-sciences qui rencontrent un fort succès et sont utilisées par des mouvances sectaires comme intermédiaire pour attirer de nouvelles victimes. Les pseudo-médecines sont particulièrement visées, en tant qu'elles permettent une emprise autant sur les corps que les esprits - ce que le philosophe Michel Foucault a nommé un « biopouvoir ». La MIVILUDES a mis gratuitement à disposition dans son Guide santé et dérives sectaires une fiche intitulée « Comment reconnaître un charlatan ou un pseudo thérapeute sectaire ? ». De même, aux États-Unis la Food and Drugs Administration a publié un guide intitulé « Beware of False or Misleading Claims for Treating Autism », du fait de la prolifération constatée de pseudo-thérapies gérant les difficultés liées à l'autisme, ayant parfois entraîné des dérives extrêmement sévères.
Outre les risques pour la santé dans le cas des pseudo-médecines, l'adhésion à ces croyances pseudo-scientifiques a tendance sectaire entraîne un risque d'isolement social et de perte de repères, pouvant évoluer vers la mise en danger des individus. Aux États-Unis, certaines dérives de l'« analyse transactionnelle » ont par exemple donné lieu à des procès. Ces affaires ont été compilées et révélées dans une enquête de M.T. Singer et J. Lalich parue en 1996.
En France, le médecin et criminologue Jean-Marie Abgrall est l'auteur de plusieurs enquêtes sur le sujet (comme La mécanique des sectes en 1996 ou Les Charlatans de la santé en 1998). Il décrit ainsi le phénomène :

« Profitant de l’attirance grandissante du public pour les thérapies alternatives et les médecines douces, les groupes les plus divers investissent, depuis plusieurs décennies mais plus encore aujourd’hui dans des proportions inquiétantes, le domaine de la santé et du bien-être par une multitude d’offres de soins et d’accompagnement au développement personnel, assorties de promesses de guérison et de vie harmonieuse ici-bas et même au-delà. 

Ce succès engendre des risques divers, depuis l’escroquerie pure et simple jusqu’à la dérive « thérapeutique », voire sectaire au sens des critères retenus par les pouvoirs publics. »

### Facteur de nouveauté?
Ces débats peuvent parfois concerner un domaine de recherche tout entier comme les sciences de l'éducation. Parce que l'expérimentation et les mesures objectives en ce domaine sont difficiles et par manque d'outils théoriques, les sciences de l'éducation sont attaquées, notamment parce qu'elles bénéficient d'une reconnaissance universitaire que leurs détracteurs jugent indue voire néfaste.

### Sans «prétention» scientifique
On ne devrait pas y ajouter les corps de savoir traditionnels ou de pratiques pré-modernes, comme les sciences magiques et divinatoires, dans la mesure où ils ne se légitiment pas en imitant les dispositifs de validation scientifiques (jargon scientifique, expérimentations, comité de lecture, résultats quantifiés…).

## Critère de réfutabilité de Karl Popper
Le critère de réfutabilité de Karl Popper a parfois servi à déclarer certains champs de recherche comme non scientifiques (le darwinisme, l'historicisme ou encore le marxisme). S'agissant du darwinisme ou des sciences historiques, il s'agit non pas de pseudo-sciences selon Popper lui-même mais de programmes de recherche scientifiques (ou paradigmes) qui partagent les méthodes et le critère de rationalité de la science, mais qui ne sont pas aussi directement réfutables qu'une théorie individuelle. Ils sont néanmoins. soutenus par un ensemble de faits cohérents et ont un fort pouvoir explicatif.

## Réactions aux pseudo-sciences

### Réactions publiques
Le médecin et criminologue Jean-Marie Abgrall est l'auteur de plusieurs enquêtes sur le sujet (comme La mécanique des sectes en 1996 ou Les Charlatans de la santé en 1998). Il décrit ainsi le phénomène :

« Profitant de l’attirance grandissante du public pour les thérapies alternatives et les médecines douces, les groupes les plus divers investissent, depuis plusieurs décennies mais plus encore aujourd’hui dans des proportions inquiétantes, le domaine de la santé et du bien-être par une multitude d’offres de soins et d’accompagnement au développement personnel, assorties de promesses de guérison et de vie harmonieuse ici-bas et même au-delà. 

Ce succès génère des risques divers, depuis l’escroquerie pure et simple jusqu’à la dérive « thérapeutique », voire sectaire au sens des critères retenus par les pouvoirs publics. »

En 2018, 124 médecins et professionnels de santé publient un appel « contre les médecines alternatives », mettant en garde contre le risque d'arnaque, de charlatanerie et de dérive sectaire, et dénonçant le manque d'éthique des personnes proposant des soins dont l'efficacité n'est pas prouvée. Ils demandent l'exclusion de ces disciplines du champ médical, face au constat d'un entrisme de plus en plus prononcé.
Certains, comme Timothy Caulfield, interviennent publiquement pour contrer l'influence des vedettes populaires dans la promotion de traitements ne reposant pas sur des bases scientifiques :

« Je n'avais pas prévu de devenir une personne qui combat les mythes. Mais dans mon travail sur les politiques concernant les sciences et la santé, je suis devenu de plus en plus frustré de cet écran de faussetés qui existe dans la culture populaire. […] Il est également devenu de plus en plus clair que cette pseudo-science a un véritable impact. »

Le 19 octobre 2020 est publié le premier manifeste mondial contre les pseudosciences en santé, à travers une tribune portée par les membres de plus de trente associations scientifiques ou sceptiques,.

### Défis
Plusieurs organisations ont mis en place des défis assortis de récompenses impressionnantes à qui démontrera la réalité d'un phénomène paranormal. Les affirmations sont testées par des scientifiques et éventuellement des prestidigitateurs, après qu'un protocole de test a été agréé par les deux parties. Les organisateurs entendent généralement, par un tel défi, mettre en évidence la non-réalité de tels phénomènes. Aucun de ces prix n'a été attribué, parce que personne n'a réussi à passer avec succès les tests (ou les tests préliminaires, pour les défis qui en proposent).
Un défi francophone, le Défi zététique international, est resté ouvert de 1987 à 2002.
Le Million Dollar Challenge de James Randi est officiellement clos en 2015.

### Pseudo-sciences parodiques
Certains, afin de discréditer les pseudo-sciences, utilisent le raisonnement par l’absurde :
- la jumbologie consiste à noter la position de tous les avions dans le ciel au moment de la naissance d’un individu afin de créer un « thème jumbologique » ;
- le pastafarisme est une parodie américaine du créationnisme ;
- la pataphysique, notamment dans les communications de Boris Vian, consiste à déplacer le mode d'exposition et de démonstration d'une science ou d'une partie des mathématiques — réduite à une rhétorique — vers des objets qui échappent à sa pertinence.